# میشائل وایکات
میشائل وایکات (به آلمانی: Michael Weikath) در ۷ اوت ۱۹۶۲ میلادی چشم به جهان گشود. وی نوازنده گیتار و آهنگساز گروه معروف پاور متال آلمانی یعنی هلووین است. او یکی از اعضای تشکیل دهنده هلووین است که کار را با هلووین در میان سال‌های ۱۹۸۲ و ۱۹۸۴ میلادی آغاز کرد. او هم‌اکنون در خانه شخصی خود در شهر تنریف اسپانیا زندگی می‌کند.